# Военно-воздушная академия имени Ю. А. Гагарина
Вое́нно-возду́шная акаде́мия и́мени Ю. А. Гага́рина — российское высшее военное учебное заведение, предназначенное для подготовки командных кадров Военно-Воздушных Сил, располагалось в посёлке Монино Московской области.
Военно-воздушная академия являлась одним из ведущих военных учреждений профессионального образования в области подготовки военных кадров высшего звена для Военно-воздушных сил и готовила авиационные кадры для назначения на должности командиров и начальников штабов авиационных частей и соединений, частей авиационного тыла, связи и радиотехнического обеспечения, старших штурманов авиационных частей и соединений, офицеров штабов авиационных объединений.
Среди выпускников Военно-воздушной академии имени Ю. А. Гагарина около 700 Героев Советского Союза (в том числе трижды Герой Советского Союза Кожедуб И. Н. и 39 дважды Героев Советского Союза), более 10 лётчиков-космонавтов России и зарубежные космонавты — Фам Туан, Зигмунд Йен, Владимир Ремек. В ней обучалось также более 2000 иностранных военных специалистов из 21 страны.
В разговорной речи академия обычно упоминается как Гагаринская академия, Академия Гагарина или Монинская академия.
Упразднена приказом Министра обороны РФ от 12 июля 2011 г. N 1136. Обучение слушателей передано в Военный авиационный инженерный университет (г. Воронеж).

## История
Военная академия командного и штурманского состава Военно-воздушных сил РККА сформирована 29 марта 1940 года выделением из состава курсов усовершенствования начсостава Военно-воздушной академии имени Н. Е. Жуковского трех факультетов: оперативного, командного и штурманского. Место расположения — в посёлке Монино Московской области.
Военно-воздушная академия осуществляла подготовку командных кадров для Военно-воздушных сил; являлась научным центром по разработке проблем оперативного искусства и тактики военно-воздушных сил, тактики родов авиации.
C 1946 года именуется Военно-воздушной академией. За выдающиеся успехи в подготовке высококвалифицированных авиационных кадров Военная академия командного и штурманского состава военно-воздушных сил Красной Армии Указом Президиума Верховного Совета СССР от 18 августа 1945 года академия награждена орденом Красного Знамени.
22 февраля 1968 г. Указом Президиума Верховного Совета СССР за большие заслуги в подготовке офицерских кадров для Вооруженных Сил и в связи с 50-летием Советской Армии и Военно-Морского Флота академия была награждена орденом Кутузова I степени. 6 марта 1969 г. этот орден в торжественной обстановке прикрепил к Знамени академии член ЦК КПСС, главнокомандующий Военно-воздушными силами главный маршал авиации К. А. Вершинин. В 1968 году академии присвоено имя Ю. А. Гагарина.
По состоянию на 1990 год в составе академии два основных факультета (командный и штурманский) по трём командно-штабным, одной штабной и одной штурманской специальностям; факультет заочного обучения; факультет переподготовки и повышения квалификации офицерского состава, адъюнктура, 26 кафедр, учебные лаборатории и кабинеты.
При академии располагался музей, где экспонировалась авиационная техника — от бипланов Первой мировой войны до современных сверхзвуковых летательных аппаратов, различные авиационные двигатели, образцы авиационного вооружения и оборудования.
В 2008 году Распоряжением Правительства Российской Федерации от 7 марта 2008 г. № 283-р Военно-воздушная академия имени Ю. А. Гагарина соединена с Военно-воздушной инженерной академией имени профессора Н. Е. Жуковского. Название новой объединённой академии — Военно-воздушная орденов Ленина и Октябрьской революции Краснознамённая академия имени профессора Н. Е. Жуковского и Ю. А. Гагарина
Приказом Министра обороны Российской Федерации от 12 июля 2011 г. № 1136 «О мерах по совершенствованию системы подготовки кадров в военных образовательных учреждениях высшего профессионального образования Министерства обороны Российской Федерации» Военно-воздушная академия имени профессора Н. Е. Жуковского и Ю. А. Гагарина была закрыта, а обучение слушателей было передано в Военный авиационный инженерный университет (г. Воронеж).

## Начальники академии
Руководство академией осуществляли:
| Звание                    | Имя                            | Период            | Примечание |
| ------------------------- | ------------------------------ | ----------------- | ---------- |
| комдив                    | Померанцев Зиновий Максимович  | 1940—1940         |            |
| генерал-лейтенант авиации | Арженухин Фёдор Константинович | 1940 — 28.06.1941 |            |
| генерал-майор авиации     | Нарышкин, Леонид Ильич         | 1941—1942         |            |
| генерал-лейтенант авиации | Астахов Фёдор Алексеевич       | 1942—1942         |            |
| генерал-лейтенант авиации | Шкурин, Яков Степанович        | 1942—1944         |            |
| генерал-лейтенант авиации | Ионов, Пётр Павлович           | 1944—1946         |            |
| маршал авиации            | Фалалеев, Фёдор Яковлевич      | 1946—1950         |            |
| генерал-лейтенант авиации | Пестов, Серафим Александрович  | 1950—1956         |            |
| маршал авиации            | Красовский, Степан Акимович    | 1956—1968         |            |
| маршал авиации            | Руденко, Сергей Игнатьевич     | 1968—1973         |            |
| маршал авиации            | Скоморохов, Николай Михайлович | 1973—1988         |            |
| генерал-полковник авиации | Корольков, Борис Фёдорович     | 1988—1996         |            |
| генерал-лейтенант         | Козлов, Виктор Петрович        | 1996—2002         |            |
| генерал-полковник         | Барсуков, Аркадий Николаевич   | 2002—2007         |            |
| генерал-лейтенант         | Малащицкий, Василий Павлович   | 2007—2009         |            |
| генерал-лейтенант         | Бычков, Виктор Георгиевич      | 2010—2011         |            |
| генерал-майор             | Султанов, Тофик Челебиевич     | 2011—2011         |            |

## Начальники командного факультета
| Звание                    | Имя                             | Период               | Примечание |
| ------------------------- | ------------------------------- | -------------------- | ---------- |
| полковник                 | Смирнов М. Д.                   | 1940 — 1940          |            |
| генерал-майор авиации     | Погребов Б. А., погиб на фронте | 1941—1941            |            |
| полковник                 | Евстафьев А. Г.                 | 1941—1941            |            |
| полковник                 | Смирнов М. Д.                   | 1942—1942            |            |
| полковник                 | Евстафьев А. Г.                 | 1943—1943            |            |
| генерал-лейтенант авиации | Саковнин Алексей Антонович      | 1947—1950            |            |
| генерал-лейтенант авиации | Логинов Евгений Фёдорович       | 1950 — 10.1952       |            |
| генерал-лейтенант авиации | Нанейшвили Владимир Варденович  | 1952—1957            |            |
| генерал-лейтенант авиации | Слюсарев Сидор Васильевич       | 08.1957 — 10.1964    |            |
| генерал-лейтенант авиации | Прутков Степан Дмитриевич       | 10.1964 — 31.12.1971 |            |
| генерал-лейтенант авиации | Мелехин Борис Дмитриевич        | 1971—1978            |            |
| генерал-лейтенант авиации | Шибанов Николай Васильевич      | 1978—1980            |            |
| генерал-майор авиации     | Пургин Николай Иванович         | 1980 — 1985          |            |
| генерал-лейтенант авиации | Тараканов Александр Иванович    | 1987—1992            |            |
| генерал-майор авиации     | Пузанов Александр Иванович      | 1992—1996            |            |
| генерал-майор авиации     | Швечихин Виктор Михайлович      | 1996—1997            |            |
| полковник                 | Зенков Виктор Егорович          | 1997—2006            |            |

## Начальники штурманского факультета
| Звание                    | Имя                          | Период    | Примечание |
| ------------------------- | ---------------------------- | --------- | ---------- |
| генерал-майор авиации     | Спирин Иван Тимофеевич       | 1940—1940 |            |
| полковник                 | Захаров, Василий Антонович   | 1941—1942 |            |
| подполковник              | Ратц Борис Генрихович        | 1942—1945 |            |
| генерал-лейтенант авиации | Беляков Александр Васильевич | 1945—1960 |            |
| генерал-майор авиации     | Кондратьев Николай Яковлевич | 1960—1971 |            |
| генерал-лейтенант авиации | Лавский Виктор Михайлович    | 1971—1974 |            |
| генерал-майор авиации     | Молоканов Георгий Фёдорович  | 1974—1988 |            |
| генерал-майор авиации     | Антонов Владимир Трофимович  | 1988—1995 |            |

## Известные преподаватели
- Артамонов, В. Д. — Герой Советского Союза, кандидат военных наук, доцент
- Баланчук М. А. — доктор экономических наук
- Бебенин Г. Г. — доктор технических наук, профессор
- Белоусов Н. И. — доктор военных наук
- Беляков А. В. — Герой Советского Союза, доктор географических наук, профессор
- Бобровский А. И. — кандидат военных наук, заслуженный военный лётчик СССР
- Бугославская Е. Я. — доктор физико-математических наук, профессор
- Булгаков Н. П. — доктор военных наук, профессор
- Васильев Б. В. — доктор технических наук, профессор
- Вдовин В. М. — доктор военных наук, профессор
- Воробьёв Л. М. — доктор технических наук, профессор[15]
- Горюнов В. В. — доктор философских наук
- Гульев С. К. — доктор военных наук, профессор
- Демидов Р. С. — Герой Советского Союза, доктор военно-морских наук, профессор
- Дрожжин А. И. — доктор военных наук, профессор, академик Академии военных наук
- Духон Ю. И. — доктор технических наук, профессор
- Ефимов А. В. — доктор физико-математических наук
- Зайцев А. Д. — генерал-майор авиации в отставке, профессор
- Захаров В. А. — генерал-майор авиации
- Зубов В. Г. — академик Академии педагогических наук СССР, доктор физико-математических наук, профессор
- Кириллов В. И. — доктор военных наук, профессор
- Кондратов В. И. — профессор
- Краснов А. Г. — доктор военных наук, профессор
- Кошевой А. А. — доктор технических наук, профессор
- Красовский С. А. — Герой Советского Союза, профессор
- Крылов Г. О. — доктор физико-математических наук, профессор
- Кумсков В. А. — Герой Советского Союза, кандидат военных наук, профессор
- Куницкий Р. В. — доктор физико-математических наук, профессор
- Лаврик Г. П. — заслуженный деятель науки РСФСР, доктор военных наук, профессор
- Лебедев Р. П. — профессор
- Лихтеров Я. М. — доктор технических наук, профессор
- Милейковский А. Г. — академик Академии наук СССР, доктор экономических наук, профессор
- Молоканов Г. Ф. — заслуженный деятель науки и техники РСФСР, доктор технических наук, профессор
- Назаров И. И. — доктор военных наук, профессор
- Одинцов В. А. — заслуженный деятель науки и техники РСФСР, доктор военных наук, профессор
- Палагута В. М. — доктор военных наук
- Пелюхов П. И. — доктор военных наук, профессор
- Перепелицкий С. Н. — доктор технических наук, профессор
- Пещеров Г. И. — доктор военных наук, профессор, академик Академии военных наук
- Платонов Н. Е. — Герой Советского Союза, доктор исторических наук, профессор, генерал-майор авиации в отставке
- Поляк Ю. В. — доктор технических наук, профессор
- Пшеняник Г. А. — доктор военных наук, профессор
- Рог В. Г. — доктор военных наук, профессор
- Руденко С. И. — маршал авиации, Герой Советского Союза, профессор
- Рыбаков В. С. — доктор технических наук
- Самойло А. А. — профессор
- Свищёв В. Н. — доктор военных наук, профессор
- Селезнёв И. А. — доктор философских наук, профессор
- Скоморохов Н. М. — дважды Герой Советского Союза, доктор военных наук, профессор
- Спирин И. Т. — Герой Советского Союза, доктор географических наук, профессор
- Суглобов Г. А. — доктор философских наук, профессор
- Теребушко О. И. — доктор технических наук, профессор
- Тимохович И. В. — доктор исторических наук, профессор, заслуженный деятель науки Российской Федерации, генерал-майор авиации
- Тягуненко В. Л. — член-корреспондент Академии наук СССР, доктор экономических наук, профессор
- Худяков И. В. — заслуженный деятель науки и техники РСФСР, доктор технических наук, профессор

## Награды
- орден Красного Знамени (1945 год)
- Орден Кутузова I степени (1968 год)
- Орден «Народная республика Болгария I степени» (1970 год)
- Орден «За заслуги перед народом и Отечеством» в золоте (ГДР, 1972 год)
- Орден «Знамя труда I класса» (Польша, 1973 год)
- Орден Красного Знамени (Чехословакия, 1978 год)
- Орден Боевого Красного Знамени (Монголия, 1979 год)
- Орден Воинской Доблести I степени (Вьетнам, 1983 год)
- Орден Красного Знамени (Венгрия, 1988 год)
- Медаль «За заслуги перед ЧНА» I степени (Чехословакия, 1990 год)
- Орден Антонио Масео (Куба, 1991 год)[16]
- Юбилейный почётный знак в ознаменование 50-летия образования Союза ССР (1972)

## Наиболее известные выпускники
См. также: Категория:Выпускники Военно-воздушной академии имени Ю. А. Гагарина

### Трижды Герой Советского Союза[7]
- Кожедуб, Иван Никитович — советский военный деятель, лётчик-ас времён Великой Отечественной войны, наиболее результативный лётчик-истребитель в авиации союзников (64 сбитых самолёта). Трижды Герой Советского Союза. Маршал авиации (6 мая 1985).

### Дважды Герои Советского Союза[7]
1. Алексенко, Владимир Аврамович — советский военачальник, генерал-лейтенант авиации, дважды Герой Советского Союза.
2. Андрианов, Василий Иванович — советский лётчик-штурмовик, дважды Герой Советского Союза, генерал-майор авиации.
3. Бегельдинов, Талгат Якубекович — советский лётчик-штурмовик, дважды Герой Советского Союза, генерал-майор авиации Казахстана, последний умерший дважды Герой Советского Союза.
4. Беда, Леонид Игнатьевич — дважды Герой Советского Союза, заслуженный военный лётчик СССР (1971), генерал-лейтенант авиации (1972).
5. Береговой, Георгий Тимофеевич — лётчик-космонавт СССР, дважды Герой Советского Союза (единственный удостоен первой звезды Героя за Великую Отечественную войну, а второй — за полёт в космос).
6. Бондаренко, Михаил Захарович — дважды Герой Советского Союза.
7. Боровых, Андрей Егорович — дважды Герой Советского Союза, генерал-полковник авиации, командующий авиацией Войск ПВО СССР (1969—1977).
8. Брандыс, Анатолий Яковлевич — дважды Герой Советского Союза, генерал-лейтенант авиации, кандидат военных наук.
9. Воробьёв, Иван Алексеевич — дважды Герой Советского Союза, лётчик-штурмовик, командир эскадрильи 76-го гвардейского штурмового авиационного полка.
10. Ворожейкин, Арсений Васильевич — дважды Герой Советского Союза, генерал-майор авиации.
11. Глинка Дмитрий Борисович — дважды Герой Советского Союза, полковник авиации.
12. Головачёв, Павел Яковлевич — дважды Герой Советского Союза, генерал-майор авиации.
13. Голубев, Виктор Максимович — дважды Герой Советского Союза, майор авиации. Обучаясь в академии, трагически погиб при выполнении учебно-тренировочного полёта.
14. Губарев, Алексей Александрович — лётчик-космонавт СССР, дважды Герой Советского Союза, генерал-майор авиации.
15. Гулаев, Николай Дмитриевич — дважды Герой Советского Союза, генерал-полковник авиации.
16. Евстигнеев, Кирилл Алексеевич — дважды Герой Советского Союза, генерал-майор авиации.
17. Ефимов, Александр Николаевич — Главнокомандующий Военно-воздушными силами и заместитель министра обороны СССР (1984—1990); Маршал авиации (1975), заслуженный военный лётчиком СССР (1970), доктор военных наук, профессор, академик Военной академии авиации и воздухоплавания, лауреат Государственной премии СССР (1984).
18. Ефремов, Василий Сергеевич — дважды Герой Советского Союза, полковник авиации.
19. Ковалёнок, Владимир Васильевич — лётчик-космонавт СССР, дважды Герой Советского Союза, генерал-полковник авиации.
20. Колдунов, Александр Иванович — дважды Герой Советского Союза, Главный маршал авиации.
21. Климук, Пётр Ильич — лётчик-космонавт СССР, дважды Герой Советского Союза, генерал-полковник авиации.
22. Кретов, Степан Иванович — дважды Герой Советского Союза, полковник авиации.
23. Кузнецов, Михаил Васильевич — дважды Герой Советского Союза, генерал-майор авиации.
24. Кунгурцев, Евгений Максимович — дважды Герой Советского Союза, генерал-майор авиации.
25. Луганский, Сергей Данилович — дважды Герой Советского Союза, генерал-майор авиации.
26. Ляхов, Владимир Афанасьевич — лётчик-космонавт СССР, дважды Герой Советского Союза, полковник авиации.
27. Малышев, Юрий Васильевич — лётчик-космонавт СССР, дважды Герой Советского Союза, полковник авиации.
28. Мыхлик, Василий Ильич — дважды Герой Советского Союза, полковник авиации.
29. Недбайло, Анатолий Константинович — дважды Герой Советского Союза, заместитель начальника Киевского высшего военного авиационного инженерного училища (1968—1983), генерал-майор авиации.
30. Плотников, Павел Артемьевич — дважды Герой Советского Союза, генерал-майор авиации.
31. Покрышев, Пётр Афанасьевич — дважды Герой Советского Союза, генерал-майор авиации.
32. Попков, Виталий Иванович — дважды Герой Советского Союза, заслуженный военный лётчик, генерал-лейтенант авиации.
33. Попов, Леонид Иванович — лётчик-космонавт СССР, дважды Герой Советского Союза, генерал-майор авиации.
34. Прохоров, Алексей Николаевич — дважды Герой Советского Союза, генерал-майор авиации.
35. Речкалов, Григорий Андреевич — дважды Герой Советского Союза, генерал-майор авиации.
36. Родимцев, Александр Ильич — дважды Герой Советского Союза, генерал-полковник.
37. Романенко, Юрий Викторович — лётчик-космонавт СССР, дважды Герой Советского Союза, полковник авиации.
38. Сенько, Василий Васильевич — дважды Герой Советского Союза, полковник авиации. Единственный штурман авиации СССР, дважды удостоенный звания ГСС.
39. Столяров, Николай Георгиевич — дважды Герой Советского Союза, полковник авиации.
40. Фёдоров, Евгений Петрович — дважды Герой Советского Союза, генерал-майор авиации.
41. Филипченко, Анатолий Васильевич — лётчик-космонавт СССР, дважды Герой Советского Союза, генерал-майор авиации.
42. Шаталов, Владимир Александрович — лётчик-космонавт СССР, дважды Герой Советского Союза, генерал-лейтенант авиации.

### Герои Советского Союза[7]
1. Аверьянов, Валентин Григорьевич
2. Агамиров, Гога Григорьевич
3. Алексашкин, Николай Федорович
4. Андреев, Евгений Николаевич
5. Анохин, Алексей Васильевич
6. Анпилов, Анатолий Андреевич
7. Антипин, Иван Алексеевич
8. Артамонов, Виктор Дмитриевич
9. Артемьев, Александр Алексеевич
10. Архипенко, Федор Федорович
11. Архипов, Николай Арсентьевич
12. Асадчих, Борис Емельянович
13. Бабков, Василий Петрович
14. Бабушкин, Александр Васильевич
15. Бадюк, Михаил Михайлович
16. Базанов, Петр Васильевич
17. Байдуков, Георгий Филиппович
18. Баклан, Андрей Яковлевич
19. Балабин, Юрий Михайлович
20. Балакирев, Николай Михайлович
21. Балашов, Иван Филиппович
22. Балдин, Анатолий Михайлович
23. Баленко, Александр Алексеевич
24. Балюк, Иван Федорович
25. Баршт, Абрек Аркадьевич
26. Батаров, Михаил Федорович
27. Батиньков, Сергей Алексеевич
28. Батяев, Василий Сергеевич
29. Башкиров, Вячеслав Филиппович
30. Безбоков, Владимир Михайлович
31. Безух, Михаил Иванович
32. Белавин, Николай Иванович
33. Белоусов, Владимир Игнатьевич
34. Беляев, Павел Иванович
35. Белясник, Петр Никифорович
36. Березовой, Анатолий Николаевич
37. Березуцкий, Иван Михайлович
38. Берестнев, Павел Максимович
39. Билюкин, Александр Дмитриевич
40. Бобков, Валентин Васильевич
41. Богомазов, Григорий Иванович
42. Бойцов, Аркадий Сергеевич
43. Бокий, Николай Андреевич
44. Болотов, Василий Гаврилович
45. Бордюгов, Андрей Алексеевич
46. Борисенко, Иван Иванович
47. Борисов, Владимир Иванович
48. Боровков, Орест Николаевич
49. Бородачев, Виктор Иванович
50. Борозенец, Степан Николаевич
51. Борщев, Сергей Тимофеевич
52. Брагинец, Николай Григорьевич
53. Брехов, Константин Владимирович
54. Бровцев, Сергей Георгиевич
55. Брызгалов, Павел Александрович
56. Брысев, Федор Яковлевич
57. Бурматов, Владимир Александрович
58. Буянов, Виктор Николаевич
59. Вагин, Сергей Тимофеевич
60. Валеев, Агзам Зиганшевич
61. Валентик, Дмитрий Данилович
62. Василевский, Владимир Гаврилович
63. Василенко, Сергей Иосифович
64. Васильев, Анатолий Николаевич
65. Васильчук, Александр Дмитриевич
66. Васько, Александр Федорович
67. Верников, Яков Ильич
68. Виноградов, Леонид Васильевич
69. Витрук, Андрей Никифорович
70. Вишенков, Владимир Михайлович
71. Вишняков, Иван Алексеевич
72. Войтекайтес, Анатолий Николаевич
73. Волгин, Василий Леонтьевич
74. Волков, Виктор Федорович
75. Волков, Дмитрий Петрович
76. Волков, Иван Степанович
77. Волошин, Александр Иович
78. Выборнов, Александр Иванович
79. Гаврилов, Владимир Яковлевич
80. Гаврилов, Петр Иванович
81. Галкин, Павел Андреевич
82. Гальченко, Леонид Акимович
83. Гапеёнок, Николай Иванович
84. Гарин, Борис Иванович
85. Гелета, Василий Архипович
86. Герасимов, Иван Николаевич
87. Герман, Иван Моисеевич
88. Гирич, Андрей Иванович
89. Глазков, Павел Петрович
90. Глебов, Михаил Максимович
91. Глинка, Борис Борисович
92. Глотов, Николай Иванович
93. Глушков, Иван Васильевич
94. Гнидо, Петр Андреевич
95. Говорухин, Лев Алексеевич
96. Голимбиевский, Алексей Афанасьевич
97. Голубев, Георгий Гордеевич
98. Голубев, Сергей Васильевич
99. Голубничий, Иван Поликарпович
100. Горбатюк, Евгений Михайлович
101. Горбачевский, Александр Иванович
102. Горбунов, Александр Матвеевич
103. Горбунов, Иван Михайлович
104. Горегляд, Леонид Иванович
105. Горелов, Сергей Дмитриевич
106. Городовиков, Басан Бадьминович
107. Горячкин, Тимофей Степанович
108. Гофман, Генрих Борисович
109. Григорьев, Герасим Афанасьевич
110. Гринев, Николай Васильевич
111. Грищенко, Петр Лукьянович
112. Грошев, Николай Петрович
113. Губанов, Алексей Алексеевич
114. Губанов, Максим Герасимович
115. Гугнин, Николай Павлович
116. Гудков, Дмитрий Васильевич
117. Гуляев, Николай Семенович
118. Гунбин, Николай Александрович
119. Гурвич, Семен Исаакович
120. Давидков, Виктор Иосифович
121. Давыдов, Виктор Иосифович
122. Данилов, Алексей Васильевич
123. Данильченко, Иван Андреевич
124. Дворников, Георгий Тимофеевич
125. Дементьев, Евгений Ильич
126. Демидов, Василий Александрович
127. Демидов, Ростислав Сергеевич
128. Демченков, Филипп Трофимович
129. Десницкий, Петр Павлович
130. Дзюба, Иван Михайлович
131. Диденко, Николай Матвеевич
132. Дикий, Михаил Прокофьевич
133. Дмитрюк, Григорий Федосеевич
134. Добровольский, Георгий Тимофеевич
135. Догадайло, Алексей Дмитриевич
136. Долгарев, Павел Михайлович
137. Долгов, Иван Илларионович
138. Дольников, Григорий Устинович
139. Дрыгин, Василий Михайлович
140. Дубенок, Геннадий Сергеевич
141. Дудаков, Александр Васильевич
142. Душкин, Иван Иванович
143. Дьяченко, Иван Михайлович
144. Евдокимов, Григорий Петрович
145. Егоров, Алексей Александрович
146. Елдышев, Анатолий Петрович
147. Елецких, Гавриил Никифорович
148. Емельяненко, Василий Борисович
149. Емельянов, Иван Алексеевич
150. Ерофеевский, Африкант Платонович
151. Ерошенко, Виктор Иванович
152. Еряшев, Борис Никандрович
153. Ефремов, Андрей Яковлевич
154. Ефремов, Василий Васильевич
155. Жестков, Александр Иванович
156. Живолуп, Михаил Андреевич
157. Жигарин, Федор Александрович
158. Жигунов, Владимир Романович
159. Жолудев, Леонид Васильевич
160. Жуков, Иван Ефимович
161. Журба, Иван Тимофеевич
162. Забырин, Николай Владимирович
163. Заворызгин, Борис Сергеевич
164. Зайцев, Александр Андреевич
165. Зайцев, Борис Михайлович
166. Зайцев, Василий Владимирович
167. Заклепа, Кирилл Петрович
168. Захаров, Николай Сергеевич
169. Захарченко, Михаил Дмитриевич
170. Зверев, Василий Васильевич
171. Зеленцов, Виктор Владимирович
172. Зельняков, Евгений Иванович
173. Зинченко, Николай Аксенович
174. Знаменский, Владимир Иванович
175. Золотарев, Семен Павлович
176. Зотов, Виктор Алексеевич
177. Зотов, Матвей Иванович
178. Зубко, Петр Наумович
179. Зудилов, Иван Сергеевич
180. Зудов, Вячеслав Дмитриевич
181. Зуев, Михаил Александрович
182. Иванов, Виктор Алексеевич
183. Иванов, Константин Васильевич
184. Иванов, Леонид Петрович
185. Иванов, Степан Гаврилович
186. Игнатьев, Николай Петрович
187. Ионов, Анатолий Дмитриевич
188. Исаев, Николай Васильевич
189. Истрашкин, Владимир Иванович
190. Ищенко, Василий Каленикович
191. Йен, Зигмунд — гражданин ГДР
192. Кабанов, Евгений Иванович
193. Каберов, Игорь Александрович
194. Кабишев, Борис Дмитриевич
195. Калабушкин, Иван Николаевич
196. Калашников, Анатолий Степанович
197. Каленов, Николай Акимович
198. Калугин, Федор Захарович
199. Калюжный, Павел Павлович
200. Кандыбин, Борис Григорьевич
201. Каравай, Павел Петрович
202. Карданов, Кубати Локманович
203. Карелин, Анатолий Михайлович
204. Карлов, Валентин Андреевич
205. Карпеев, Михаил Поликарпович
206. Карпов, Александр Алексеевич
207. Карпович, Викентий Павлович
208. Карпухин, Михаил Терентьевич
209. Карушин, Александр Федорович
210. Карякин, Василий Георгиевич
211. Катрич, Алексей Николаевич
212. Каширкин, Виктор Александрович
213. Кибалко, Василий Васильевич
214. Кизим, Леонид Денисович
215. Киньдюшев, Иван Иванович
216. Кириллов, Александр Семенович
217. Кирия, Шалва Нестерович
218. Кирток, Николай Наумович
219. Киселёв, Геннадий Семёнович
220. Кисляков, Анатолий Васильевич
221. Китаев, Николай Михайлович
222. Клевцов, Василий Ильич
223. Клевцов, Иван Васильевич
224. Климов, Павел Дмитриевич
225. Князев, Василий Александрович
226. Кобзев, Степан Петрович
227. Ковалев, Тимофей Алексеевич
228. Ковачевич, Аркадий Фёдорович
229. Ковзан, Борис Иванович
230. Ковшаров, Иван Акимович
231. Кожевников, Анатолий Леонидович
232. Кожемякин, Иван Иванович
233. Кожемякин, Михаил Степанович
234. Кожушкин, Николай Алексеевич
235. Козлов, Григорий Филиппович
236. Козлов, Иосиф Дмитриевич
237. Козлов, Николай Александрович
238. Козловский, Игнатий Игнатьевич
239. Коленников, Василий Федорович
240. Колесник, Василий Артемович
241. Кологривов, Михаил Михайлович
242. Коломиец, Петр Леонтьевич
243. Коломоец, Андрей Филиппович
244. Коломоец, Василий Николаевич
245. Колядин, Виктор Иванович
246. Комарицкий, Григорий Кириллович
247. Комаров, Сергей Петрович
248. Комельков, Михаил Сергеевич
249. Кондрат, Емельян Филаретович
250. Конин, Михаил Федорович
251. Коновалов, Сергей Иванович
252. Кононенко, Василий Иванович
253. Константинов, Владимир Федорович
254. Константинов, Михаил Романович
255. Копаев, Григорий Иванович
256. Корнев, Александр Степанович
257. Коробкин, Василий Ильич
258. Коробков, Павел Терентьевич
259. Коровушкин, Николай Иванович
260. Королев, Иван Георгиевич
261. Корчагин, Лев Павлович
262. Коряков, Василий Николаевич
263. Косолапов, Валентин Иванович
264. Косолапов, Филипп Макарович
265. Костиков, Федор Михайлович
266. Кострикин, Афанасий Георгиевич
267. Кот, Виктор Севастьянович
268. Котюнин, Василий Андреевич
269. Кочелаевский, Юрий Петрович
270. Кочетков, Николай Павлович
271. Кочетов, Василий Иванович
272. Кочмарев, Николай Никифорович
273. Кравцов, Алексей Савельевич
274. Краев, Николай Терентьевич
275. Крамаренко, Сергей Макарович
276. Крапива, Никита Андреевич
277. Красилов, Алексей Павлович
278. Краснолуцкий, Митрофан Петрович
279. Криволуцкий, Николай Ефимович
280. Кривонос, Алексей Леонтьевич
281. Крупин, Андрей Петрович
282. Крюков, Константин Алексеевич
283. Кубарев, Василий Николаевич
284. Кузенов, Иван Петрович
285. Кузин, Александр Григорьевич
286. Кузнецов, Георгий Андреевич
287. Кузнецов, Леонид Кузьмич
288. Кузнецов, Николай Васильевич
289. Кузнецов, Николай Павлович
290. Кузьмин, Валентин Сергеевич
291. Кулагин, Андрей Михайлович
292. Кулиев, Адиль Гусейн оглы
293. Куличев, Иван Андреевич
294. Куманичкин, Александр Сергеевич
295. Кумсков, Виктор Александрович
296. Куракин, Владимир Васильевич
297. Курочкин, Владимир Михайлович
298. Куфонин, Сергей Федорович
299. Кучумов, Александр Михайлович
300. Лавейкин, Иван Павлович
301. Лакатош, Владимир Павлович
302. Лакеев, Иван Алексеевич
303. Локтионов, Андрей Фёдорович
304. Лановенко, Марк Трофимович
305. Лаухин, Александр Кириллович
306. Лацков, Николай Сергеевич
307. Лашин, Михаил Афанасьевич
308. Лебедев, Алексей Иванович
309. Лебедев, Дмитрий Максимович
310. Лебедев, Семен Андрианович
311. Левин, Борис Савельевич
312. Лезжов, Иван Иванович
313. Летучий, Александр Яковлевич
314. Лещенко, Вячеслав Сергеевич
315. Лизунов, Леонид Иванович
316. Липилин, Александр Алексеевич
317. Литаврин, Сергей Гаврилович
318. Литвинов, Федор Павлович
319. Лихачев, Виктор Кириллович
320. Лихобабин, Иван Дмитриевич
321. Лобас, Петр Калиникович
322. Логвиненко, Алексей Павлович
323. Логинов, Аркадий Петрович
324. Лопатин, Федор Иванович
325. Лукашин, Василий Иванович
326. Лукин, Афанасий Петрович
327. Лукин, Василий Петрович
328. Лукьянов, Анатолий Григорьевич
329. Лукьянцев, Василий Петрович
330. Лусто, Михаил Васильевич
331. Львов, Семен Иванович
332. Лялин, Василий Константинович
333. Макаров, Алексей Трифонович
334. Макаров, Зосим Исаакович
335. Макаров, Константин Васильевич
336. Максименко, Василий Иванович
337. Максимов, Николай Васильевич
338. Малашенков, Григорий Степанович
339. Мальцев, Иван Александрович
340. Манохин, Александр Николаевич
341. Маркин, Вячеслав Витальевич
342. Марковцев, Степан Харитонович
343. Мартынов, Михаил Иванович
344. Мартьянов, Николай Иванович
345. Марусиченко Константин Иванович
346. Марьин, Иван Ильич
347. Марютин, Пётр Матвеевич
348. Масич, Виктор Григорьевич
349. Махринов, Григорий Федорович
350. Медведев, Александр Николаевич
351. Медведев, Дмитрий Александрович
352. Мелах, Ефим Львович
353. Мерквиладзе, Гарри Александрович
354. Меркулов, Владимир Иванович
355. Мизинов, Михаил Петрович
356. Милованов, Алексей Михайлович
357. Минеев, Дмитрий Михайлович
358. Миоков, Николай Дмитриевич
359. Мирович, Анатолий Иванович
360. Миронов, Александр Ильич
361. Миронов, Сергей Иванович
362. Михайлик, Яков Данилович
363. Мишанов, Николай Дмитриевич
364. Моргунов, Юрий Васильевич
365. Морозов, Николай Николаевич
366. Мосиенко, Сергей Иванович
367. Мостовой, Николай Александрович
368. Мотуз, Иван Фомич
369. Мочалов, Владимир Николаевич
370. Мошин, Александр Федорович
371. Мусатов, Илья Иванович
372. Мусиенко, Иван Александрович
373. Мысниченко, Виктор Иванович
374. Мясников, Евгений Александрович
375. Назаренко, Дмитрий Павлович
376. Наржимский, Владимир Александрович
377. Наумов, Петр Изотович
378. Наумчик, Николай Кузьмич
379. Непочелович, Иван Борисович
380. Несмашный, Григорий Иванович
381. Нестеренко, Дмитрий Акимович
382. Нестеров, Игорь Константинович
383. Никитин, Алексей Иванович
384. Никитин, Михаил Егорович
385. Никифоров, Константин Степанович
386. Никифоров, Петр Павлович
387. Николаев, Алексей Михайлович
388. Николаев, Василий Николаевич
389. Николаев, Иван Александрович
390. Новиков, Борис Алексеевич
391. Нога, Митрофан Петрович
392. Носков, Николай Иванович
393. Носов, Савелий Васильевич
394. Овсянников, Дмитрий Никитович
395. Овчинников, Александр Павлович
396. Оглоблин, Иван Васильевич
397. Оловянников, Николай Ефимович
398. Омигов, Иван Федорович
399. Онискевич, Григорий Демьянович
400. Онищенко, Виктор Павлович
401. Опалев, Владимир Никифорович
402. Опрышко, Николай Александрович
403. Орлов, Виталий Дмитриевич
404. Осадчиев, Александр Дмитриевич
405. Остапенко, Иван Петрович
406. Оськин, Дмитрий Павлович
407. Павлов, Алексей Николаевич
408. Павлов, Виталий Егорович
409. Павлов, Владимир Григорьевич
410. Павлов, Григорий Родионович
411. Павловский, Илья Михайлович
412. Панов, Алексей Борисович
413. Панфилов, Алексей Георгиевич
414. Пахомов, Алексей Константинович
415. Пахотищев, Николай Дмитриевич
416. Пашков, Иван Дмитриевич
417. Пащенко, Иван Васильевич
418. Перминов, Иван Александрович
419. Песков, Павел Ильич
420. Пестров, Борис Алексеевич
421. Петренко, Евгений Васильевич
422. Петров, Александр Иванович
423. Петров, Александр Федорович
424. Петров, Иван Иванович
425. Пилютов, Петр Андреевич
426. Пинчук, Николай Григорьевич
427. Пирогов, Владимир Васильевич
428. Платонов, Николай Евгеньевич
429. Платонов, Николай Евтихиевич
430. Плохов, Алексей Александрович
431. Поздняков, Алексей Петрович
432. Покровский, Владимир Павлович
433. Полагушин, Николай Иванович
434. Пологов, Павел Андреевич
435. Полукаров, Николай Тихонович
436. Полунин, Александр Иванович
437. Поляков, Виталий Константинович
438. Помукчинский, Дмитрий Иванович
439. Попов, Александр Федорович
440. Попов, Анатолий Федорович
441. Попов, Василий Андреевич
442. Потапов, Сергей Иванович
443. Прощаев, Григорий Моисеевич
444. Пулов, Григорий Иванович
445. Пургин, Николай Иванович
446. Путин, Александр Дмитриевич
447. Пушкин, Анатолий Иванович
448. Пушкин, Николай Петрович
449. Пьянков, Александр Петрович
450. Разин, Иван Петрович
451. Расницов, Анатолий Михайлович
452. Рассадкин, Петр Алексеевич
453. Рачков, Иван Ильич
454. Резниченко, Иван Иванович
455. Ремек, Владимир — гражданин ЧССР
456. Решетников, Василий Васильевич
457. Решетов, Алексей Михайлович
458. Ривкин, Борис Миронович
459. Рогожин, Алексей Арсентьевич
460. Рогульский, Франц Николаевич
461. Родин, Николай Иванович
462. Романенко, Иван Иванович
463. Романов, Сергей Михайлович
464. Рощенко, Владимир Федорович
465. Рубан, Андрей Фролович
466. Рубанов, Петр Акимович
467. Рубахин, Анатолий Ермолаевич
468. Рубцов, Анатолий Петрович
469. Руднов, Аркадий Андреевич
470. Румянцев, Федор Селиверстович
471. Рыбаков, Анатолий Федорович
472. Рыжий, Леонид Кириллович
473. Рыжков, Валерий Сергеевич
474. Рябов, Константин Андреевич
475. Рябцев, Михаил Евсеевич
476. Савельев, Евгений Петрович
477. Саевич, Тимофей Александрович
478. Самохвалов, Иосиф Иванович
479. Самочкин, Анатолий Васильевич
480. Сарафанов, Геннадий Васильевич
481. Сахаров, Павел Иванович
482. Свертилов, Алексей Иванович
483. Свитенко, Николай Иванович
484. Северьянов, Иван Васильевич
485. Селезнев, Петр Иванович
486. Селифонов, Иван Иванович
487. Селютин, Аркадий Михайлович
488. Семёнов, Александр Фёдорович
489. Семёнов, Владимир Фёдорович
490. Семенюк, Иван Иванович
491. Сенченко, Владимир Петрович
492. Сеньков, Тит Григорьевич
493. Сербиненко, Николай Илларионович
494. Серебряков, Николай Гаврилович
495. Серов, Илья Александрович
496. Сидоренков, Василий Кузьмич
497. Сидоров, Николай Григорьевич
498. Силантьев, Александр Петрович
499. Синчуков, Петр Сидорович
500. Сиротин, Вячеслав Федорович
501. Скляров, Максим Гаврилович
502. Скобарихин, Витт Федорович
503. Сливка, Антон Романович
504. Смильский, Михаил Иванович
505. Смирнов, Алексей Пантелеевич
506. Смирнов, Николай Фёдорович
507. Сморчков, Александр Павлович
508. Соболев, Афанасий Петрович
509. Соколов, Семен Никанорович
510. Соколов, Сергей Николаевич
511. Соловьев, Виталий Ефимович
512. Сомов, Иван Константинович
513. Сомов, Петр Арсентьевич
514. Спириденко, Николай Кузьмич
515. Староконь, Иван Иванович
516. Степанов, Михаил Иудович
517. Степанов, Николай Никитович
518. Степанов, Федор Федорович
519. Степин, Кузьма Иванович
520. Стрельников, Василий Поликарпович
521. Стробыкин-Юхвит, Николай Николаевич
522. Стученко, Андрей Трофимович
523. Субботин, Серафим Павлович
524. Сувиров, Виктор Иванович
525. Сугрин, Валентин Васильевич
526. Сулев, Виктор Александрович
527. Супонин, Дмитрий Владимирович
528. Сутягин, Николай Васильевич
529. Суханов, Виктор Осипович
530. Суханов, Михаил Андреевич
531. Сухарев, Евстафий Андреевич
532. Сухачев, Владимир Павлович
533. Сухов, Константин Васильевич
534. Сухоруков, Иван Александрович
535. Сырцов, Дмитрий Дмитриевич
536. Сыченко, Петр Федорович
537. Тараненко, Иван Андреевич
538. Таряник, Григорий Аверьянович
539. Тарасов, Алексей Кондратьевич
540. Тимофеенко, Иван Васильевич
541. Тищенко, Александр Трофимович
542. Томаров, Василий Александрович
543. Трещев, Константин Михайлович
544. Трифонов, Борис Павлович
545. Трофимов, Евгений Федорович
546. Трофимов, Николай Леонтьевич
547. Трубаченко, Василий Петрович
548. Труд, Андрей Иванович
549. Туриков, Алексей Митрофанович
550. Туровцев, Василий Иванович
551. Тышевич, Владимир Александрович
552. Усков, Василий Михайлович
553. Утин, Александр Васильевич
554. Уткин, Евгений Иванович
555. Ушаков, Виктор Георгиевич
556. Фадеев, Александр Ильич
557. Фалин, Василий Константинович
558. Фам, Туан — гражданин СРВ
559. Фатеев, Иван Федорович
560. Федоренко, Николай Владимирович
561. Фёдоров, Аркадий Васильевич
562. Фёдоров, Иван Васильевич
563. Фёдоров, Иван Григорьевич
564. Феоктистов, Сергей Алексеевич
565. Фесенко, Михаил Ильич
566. Фигичев, Валентин Алексеевич
567. Филин, Леонид Алексеевич
568. Фирсов, Илья Петрович
569. Флейшман, Алексей Дементьевич
570. Фогилев, Владимир Николаевич
571. Фокин, Афанасий Иванович
572. Фомин, Николай Иванович
573. Фролов, Михаил Алексеевич
574. Фурс, Павел Михайлович
575. Хальзев, Александр Иванович
576. Хальзов, Виктор Степанович
577. Харитонов, Николай Васильевич
578. Харитонов, Пётр Тимофеевич
579. Харламов, Семен Ильич
580. Химич, Федор Васильевич
581. Хорошилов, Владимир Александрович
582. Хохлачев, Василий Федорович
583. Цапов, Иван Иванович
584. Часнык, Николай Леонтьевич
585. Чекин, Борис Сергеевич
586. Чепелюк, Сергей Георгиевич
587. Червяков, Владимир Иванович
588. Череватенко, Алексей Тихонович
589. Черников, Михаил Васильевич
590. Чесноков, Леонид Иванович
591. Чечелашвили, Отари Григорьевич
592. Чистов, Борис Петрович
593. Чистяков, Виктор Феофанович
594. Чистяков, Евгений Михайлович
595. Чубуков, Фёдор Михайлович
596. Чупиков, Павел Фёдорович
597. Шадрин, Геннадий Алексеевич
598. Шалимов, Владимир Фёдорович
599. Шапиро, Валентин Ефимович
600. Шарапа, Владимир Ефимович
601. Шардаков, Игорь Александрович
602. Шаров, Павел Степанович
603. Шаронов, Михаил Фёдорович
604. Шаталин, Иван Иванович
605. Шатин, Геннадий Николаевич
606. Шатов, Михаил Григорьевич
607. Шевчук, Василий Михайлович
608. Шинкаренко, Федор Иванович
609. Шипов, Александр Павлович
610. Шишкин, Александр Павлович
611. Шишкин, Яков Васильевич
612. Шишов, Леонид Михайлович
613. Шмаков, Анатолий Иванович
614. Шмелев, Николай Александрович
615. Шмельков, Николай Иванович
616. Шмырин, Федор Сергеевич
617. Шокуров, Александр Алексеевич
618. Шпуняков, Сергей Павлович
619. Штанев, Яков Иванович
620. Шумилов, Иван Петрович
621. Шумский, Константин Мефодьевич
622. Шургая, Шота Иосифович
623. Щербаков, Василий Васильевич
624. Щукин, Лев Кириллович
625. Юрченко, Пётр Аксентьевич
626. Юферов, Николай Петрович
627. Якименко, Антон Дмитриевич
628. Яловой, Фёдор Степанович
629. Яницкий, Василий Иванович
630. Яновский, Иван Иванович
631. Яхнов, Геннадий Михайлович
632. Яцковский, Серафим Вадимович